# 亞拉拉特山
亞拉臘山（土耳其語：Ağrı Dağı；亞美尼亞語：或），坐落在土耳其厄德爾省的東北邊界附近，為土耳其的最高峰，距伊朗國界僅16公里，而距亞美尼亞國界也僅32公里，甚至可眺望亞美尼亞的首都埃里溫，其因基督教的聖經《創世記》一篇中記載，著名的挪亞方舟在大洪水後，最後停泊的地方就在亞拉臘山上，因此也使得亞拉臘山在亞伯拉罕宗教遠近馳名。

## 地理
亞拉拉特山分為兩座高峰，其中較高的為大亞拉拉特山（土耳其語：Büyük Ağrı Dağı，亞拉拉特山主峰），測量的海拔有5,165公尺和5,137公尺，而在主峰的東南方，另有一座較低的為小亞拉拉特山（土耳其語：Küçük Ağrı Dağı，亞拉拉特山東南峰），測量的海拔有3,907公尺和3,896公尺。
亞拉拉特山是一座錐狀火山，由熔岩和火山灰等火山噴出物堆積而成。因此，土耳其人稱之為 Ağrı，由土耳其語中的Agirî演變而來，意即「如火般的」。這座火山的最後一次活動是在1840年的亞美尼亞大地震，震央位於阿何拉河谷（Ahora Gorge），是一個有1,825公尺深的裂谷。亞拉拉特山地生長著優良牧草和檜樹，宜於畜牧，當地居民庫德人在此牧羊。

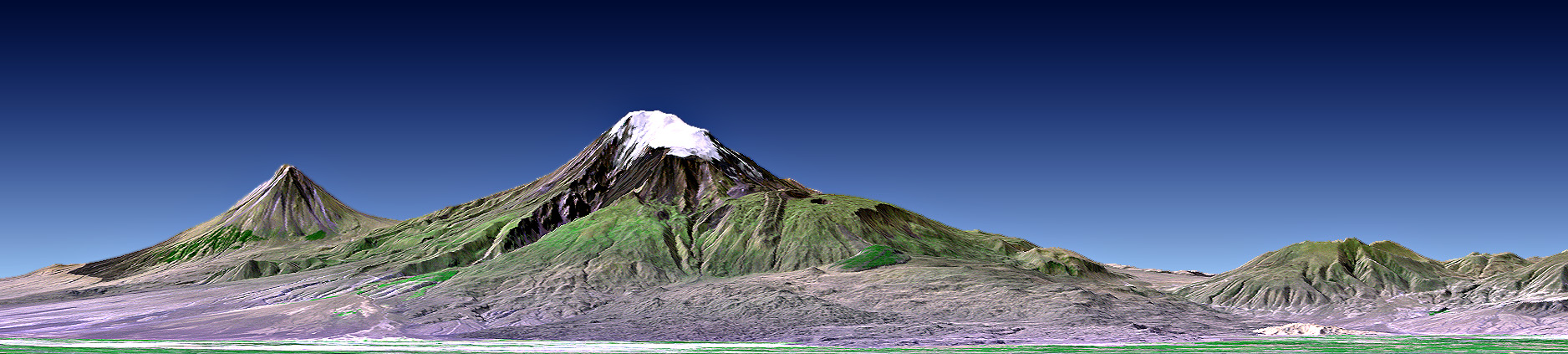
大亞拉拉特山（中）與小亞拉拉特山（左）的地形模擬圖（NASA）

## 歷史

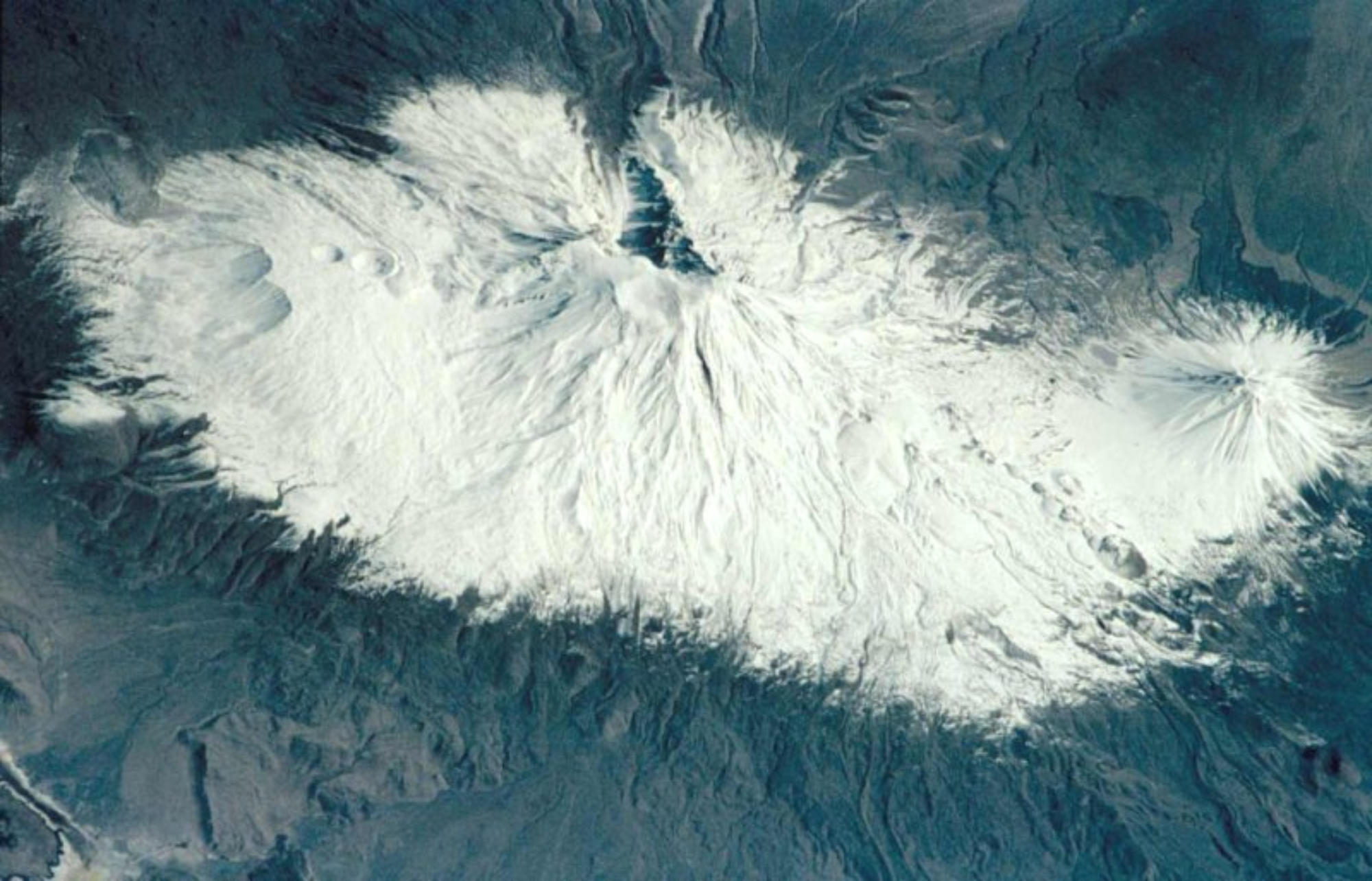
亞拉拉特山的衛星圖

在歷史上，亞拉拉特山地區不斷的被割讓、佔領，而隸屬於不同的國家。在西元前30年以前，此區隸屬於大亞美尼亞王國。接著直到西元301年，羅馬帝國及波斯帝國不斷的爭奪此地區，亞美尼亞也多次淪為這兩國的領土或附庸。
西元301年，亞美尼亞王國成為世界上第一個將基督教定為國教的國家。她也獨自佔有亞拉拉特山地區400年之久。直到西元7世紀，此地區變成東羅馬帝國的一部份。接著到了西元11世紀，塞爾柱土耳其佔領此區長達一世紀。西元十二世紀末，奇里乞亞亞美尼亞公國取得此區。她統治此區直到1375年，馬木路克王朝攻下此區。接著，在1517年，鄂圖曼土耳其帝國佔領此區。  
亞拉拉特山坐落在現代土耳其的卡爾斯省及阿爾達漢省中，這兩省曾在1878年為俄羅斯帝國所佔領。第一次世界大戰結束後，鄂圖曼土耳其帝國瓦解。所以，在1918年，亞美尼亞脫離鄂圖曼土耳其，並再次取回亞拉拉特山地區。但這段時期很快地就結束。蘇聯紅軍入侵，本區成為蘇俄的一部份。
1923年蘇聯與土耳其簽訂卡爾斯條約，一條與外高加索地區邊界有關的條約。阿拉拉特山在此條約中被劃給土耳其。但即使如此，大部份的亞美尼亞人仍宣稱此山為他們所有。接著亞美尼亞與格魯吉亞、阿塞拜疆共同組成外高加索蘇維埃聯邦社會主義共和國（TSFSR）。此聯邦於1936年解體，亞美尼亞、格魯吉亞、阿塞拜疆成為三個國家：阿塞拜疆蘇維埃社會主義共和国、亞美尼亞蘇維埃社會主義共和國及格魯吉亞蘇維埃社會主義共和国，且仍為蘇聯的一部分。
俄籍德國人巴富德醫生（Dr. Friedrich W. Parrot）在1829年登上亞拉拉特山，成為近代第一個登上亞拉拉特山的探險家。第二個登上亞拉拉特山的探險家是亞美尼亞文學家哈恰杜爾·阿博維揚。他在1856年與羅伯·史都華領導的5個探險家組成隊伍，登上亞拉拉特山。

## 象徵、觀光與藝術

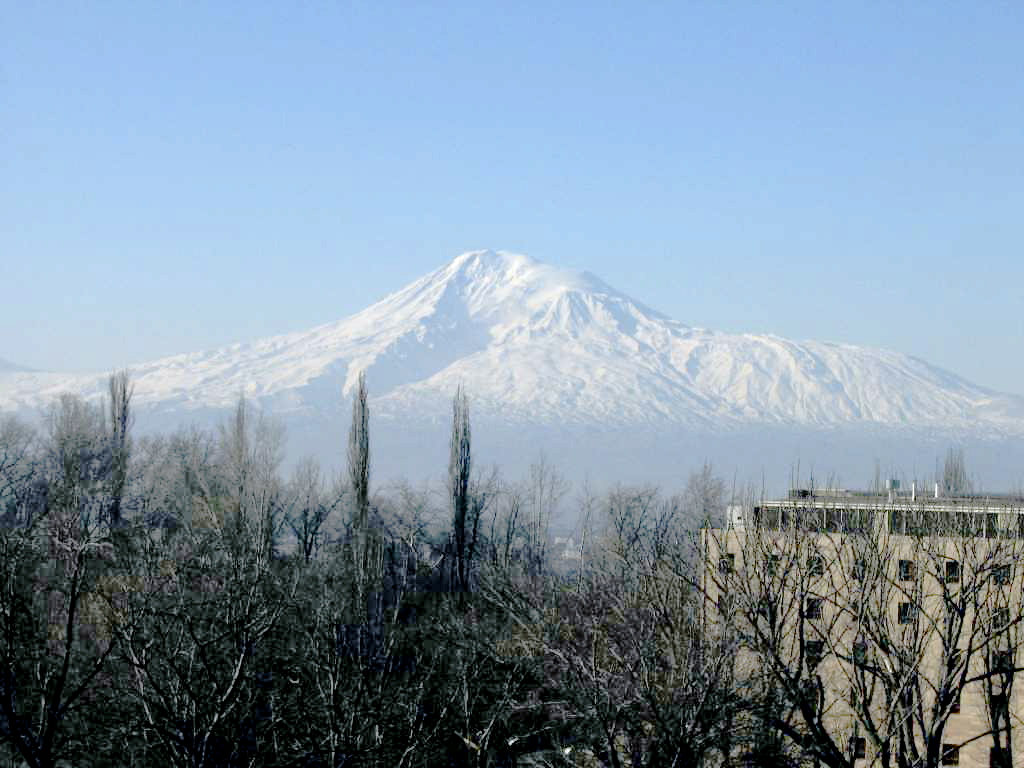
由亞美尼亞的首都葉里溫眺望亞拉拉特山

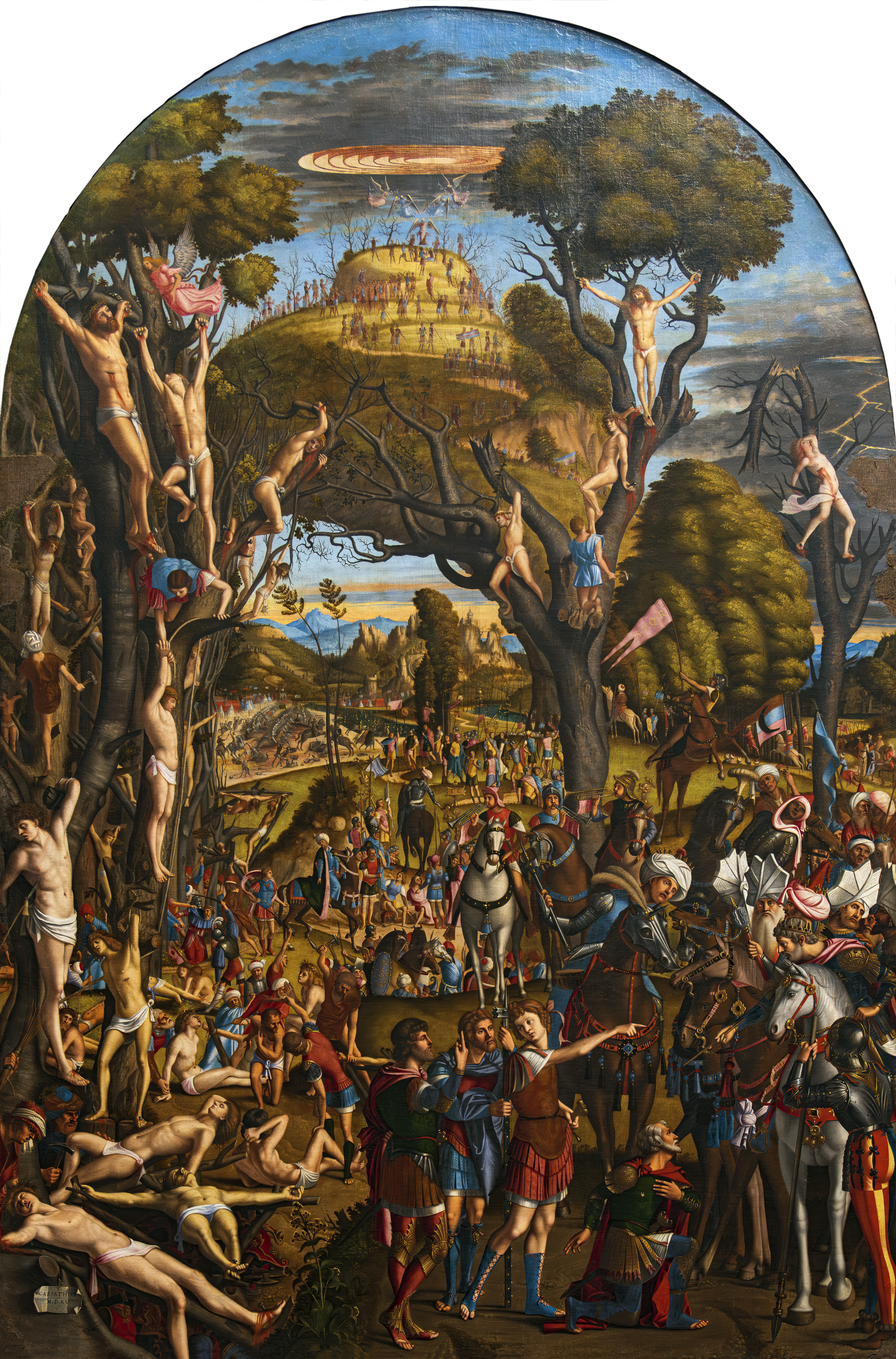
卡爾帕喬所繪的《亞拉拉特山的一萬名殉道者》（10,000 martyrs of Mount Ararat）

自古以來，亞拉拉特山就是亞美尼亞人的精神象徵。今日，儘管亞拉拉特山位於土耳其境內，它仍是亞美尼亞國徽正中央的圖案，也是亞美尼亞的象徵。它有時被亞美尼亞人稱為Masis（Մասիս）。亞拉拉特山經常是亞美尼亞人藝術創作的主題，包括繪畫、黑曜石的雕刻及雙陸棋的棋盤。亞美尼亞人把自己當作洪水氾濫後世界上出現的第一批人種，視該山為聖山。波斯神話中說它是人類的搖籃。據當地傳說，聳立在阿拉斯平原上的亞拉臘山坡有一村莊，是諾亞建造祭壇和開闢第一個葡萄園的地方。
從亞美尼亞的大部份地區，包括其首都葉里溫，都可以眺望遠方的亞拉拉特山。一個靠近土耳其國境的修道院，霍瑞維拉，是旅行者仰望亞拉拉特山的熱門地點。

### 諾亞方舟
根據聖經《創世紀》一篇中的記載，諾亞方舟最後的停泊處即為亞拉臘山。
七月十七日，方舟停在亞拉臘山上 －創世紀 8：4

### 藝術
與亞拉拉特山有關的傳說還有一個，即「亞拉拉特山的一萬名殉道者」。傳說，改信基督教的古羅馬軍人在亞拉拉特山被釘上十字架。意大利文藝復興時期的著名畫家维托雷·卡帕齐奥即以此傳說為題，繪製了一幅同名畫作《亞拉拉特山的一萬名殉道者》。

## 阿勒山异物
阿勒山异物，是指在亞拉拉特山上的一個不明物體，它坐落在山西部高地的西北角，位於亞拉拉特山主峰西方約2.2公里處，北緯39°42′10″，東經44°16′30″，海拔4,724米，這個物體的形狀像船，還有類似船的上部構造，其結構材料不明，但不排除為木製，被喻為是聖經傳說中著名的挪亞方舟遺蹟，但根據2000年一顆美國商用衛星的測量，其長達309公尺，與聖經上所提的大約長度157米有落差，該物體約與今日的航空母艦大小接近。

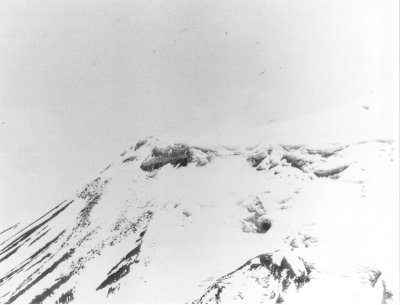
亞拉拉特山異物（攝於1949年）

亞拉拉特山異物之所以對人類來說仍相當神秘，因該地地形相當險峻陡峭，難以攀登，非登山路線，至今尚未有大規模大型登山隊與考古學家到場進行詳細研究，也非常罕有登山客經過，不過近幾年2000年～2003年已有較清楚的空拍圖與衛星圖，也有探險隊宣稱計畫到該地考查該異物。
2005年時，香港福音機構影音使團帶同歷史上首隊華人探險隊，進入亞拉拉特山4,200米處拍攝此傳說之方舟藏身地，不過仍未近距離接觸，其後拍攝成紀錄電影《挪亞方舟驚世啟示》。
亞拉拉特山異物經常易被人們與距其29公里（18英哩）處，同樣位於亞拉拉特山區的「Durupınar結構」混淆，該地海拔僅1,989米，也接近公路，因此較易被研究，其同樣有一個極似且近對稱船形的地形，因此也被其發現者宣稱為挪亞方舟遺蹟，但最後被研判為自然形成，非人造物體，不過該地形長達164米，與傳說中的諾亞方舟大小較接近。

## 外部連結
- Zooming in on Noah's Ark? Satellites Search for Ancient Artifact（页面存档备份，存于） at space.com
- Satellite Sleuth Closes in on Noah's Ark Mystery （页面存档备份，存于） at livescience.com
- Kurds of Ararat
- Mt. Ararat Pictures from Armenia
- Mount Ararat live webcam
- NASA Earth Observatory page
- Space shuttle image and basic details.
- Global Volcanism Program, Mount Ararat page （页面存档备份，存于）.
- Insight article about the Ararat Anomaly
- The Mountain of Noah - Biblical references to Mount Ararat
- Mount Ararat （页面存档备份，存于） at Google Maps